# Cros-de-Géorand
Cros-de-Géorand é uma comuna francesa na região administrativa de Auvérnia-Ródano-Alpes, no departamento de Ardèche. Estende-se por uma área de 43,39 km². Em 2010 a comuna tinha 158 habitantes (densidade: 3,6 hab./km²).